# Укусы любви (фильм)
«Укусы любви» — комедия режиссёра Малкольма Марморштайна.

## Сюжет
Фильм рассказывает о вампире, который проспал 100 лет, лёжа в гробу, и снова проснулся. Захари Симмс с любопытством изучает изменения в мире, произошедшие за этот век. В том же доме живёт молодая девушка, наблюдая за которой вампир влюбляется в неё и пытается снова стать нормальным человеком. Но её приятелю не нравится, что какой-то субъект ходит кругами за его подругой...

## В ролях
- Адам Ант — Захари Симмс
- Кимберли Фостер — Кендэлл Гордон
- Роджер Роуз — Дуайт Патнэм
- Мишель Форбс — Нерисса
- Филип Бранс — Винни Хельстинг
- Джуди Тенута — сержант Фарфаллони
- Жаклин Шульц — Паула
- Ронда Дортон — Хэзель
- Джули Стрэйн — бегающая трусцой женщина
- Эва Фабиан — Меган
- Пегги Патрик — офицер полиции
- Ронда Миллер — хореограф

## Съёмочная группа
- Продюсер: Грэм Форд, Сьюзи Мэндел
- Автор сценария: Малкольм Марморштайн
- Режиссёр: Малкольм Марморштайн
- Оператор: Стивен Лайтхилл